# عشق کاپیتان براندو
عشق کاپیتان براندو (اسپانیایی: El amor del capitán Brando‎) یک فیلم اسپانیایی به کارگردانی خائیمه د آرمینیان محصول سال ۱۹۷۴ است.